# Pippo e l'aliante
Pippo e l'aliante (Goofy's Gilder) è un film del 1940 diretto da Jack Kinney. È un cortometraggio animato della serie Goofy realizzato, in Technicolor, dalla Walt Disney Productions e uscito negli Stati Uniti il 22 novembre 1940.

## Trama
Pippo decide di imparare a volare con un aliante, seguendo le istruzioni riportate su un libro (narrate da una voce fuori campo). Prova quindi diversi metodi per cercare di imprimere all'aliante la velocità necessaria per staccarsi da terra, dal trainarlo con una corda a usare una bicicletta. Cerca addirittura di lanciarlo in aria con un'enorme fionda improvvisata e di lanciarsi con dei pattini da un trampolino. Ogni metodo però fallisce, anche a causa della goffaggine di Pippo, il quale si schianta regolarmente a terra. Alla fine decide di spararlo come un proiettile utilizzando un cannone. Pippo si ritrova così nello spazio, a volare attorno al globo, mentre canta felice sul suo aliante.

## Distribuzione

### Edizioni home video

#### VHS
- Le vacanze di Pippo (giugno 1986) [1]
- Serie oro – Pippo pasticci e simpatia (febbraio 1987) [3]
- Le vacanze di Pippo (settembre 1989) [2]

#### DVD
Il cortometraggio è incluso nel DVD Walt Disney Treasures: Pippo, la collezione completa.